# Hrabstwo Litchfield

Piramida wieku hrabstwa

Hrabstwo Litchfield (ang. Litchfield County) to hrabstwo w stanie Connecticut w Stanach Zjednoczonych. Hrabstwo zajmuje powierzchnię 2 446,43 km². Według szacunków US Census Bureau w roku 2006 miało 190 119 mieszkańców.

## Miejscowości
| - Bethlehem - Bridgewater - Barkhamsted - Canaan - Colebrook | - Cornwall - Goshen - Harwinton - Kent - Litchfield | - Morris - North Canaan - New Hartford - New Milford | - Norfolk - Plymouth - Roxbury - Salisbury | - Sharon - Thomaston - Torrington - Warren | - Washington - Watertown - Winchester - Woodbury |

## CDP
- Northwest Harwinton
- Terryville
- Oakville
- Winsted